# Rheinbote

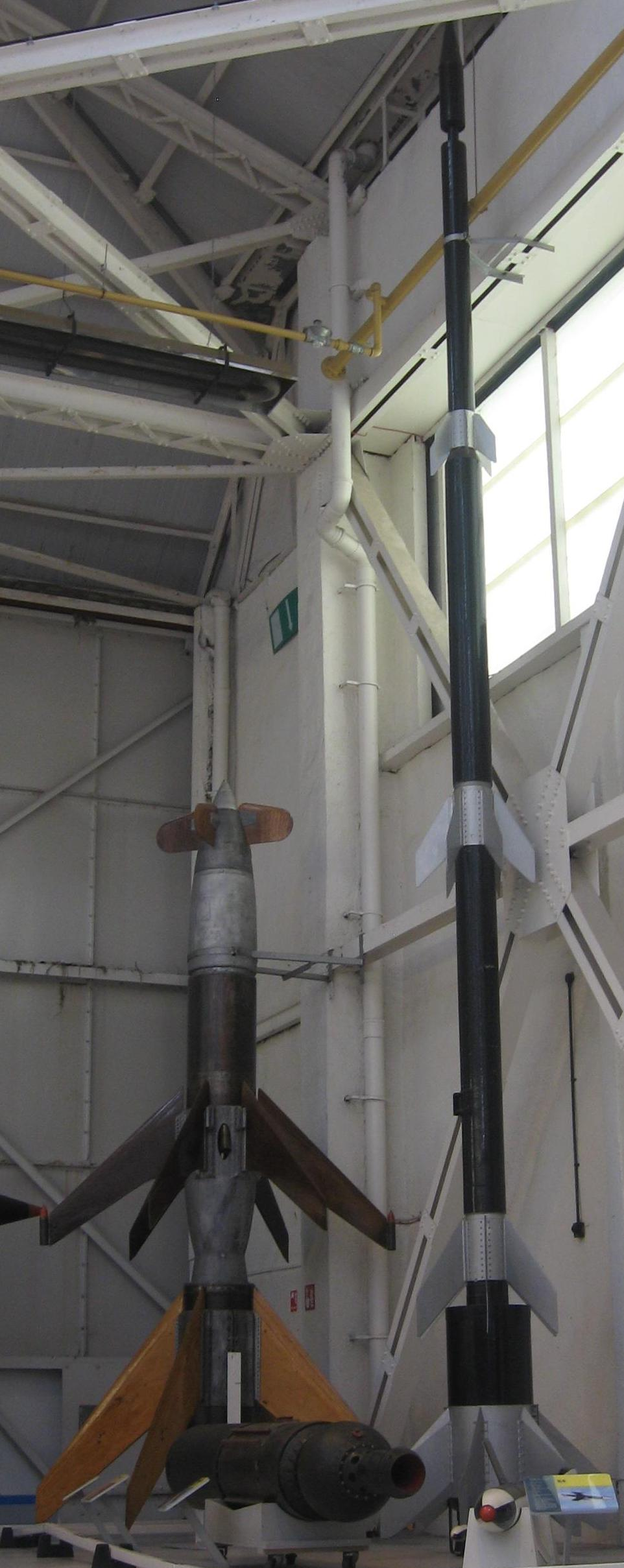
Rheinbote e Rheintochter a confronto

Rheinbote (Rhine Messenger, o V4) era un razzo balistico tedesco a corto raggio sviluppato da Rheinmetall-Borsig a Berlino-Marienfelde durante la seconda guerra mondiale. Era destinato a sostituire, o almeno integrare, l'artiglieria di grosso calibro fornendo supporto di fuoco a lungo raggio in una forma facilmente trasportabile.

## Storia
Uno dei problemi per l’esercito tedesco, e in effetti per qualsiasi forza militare mobile, è il peso dell’artiglieria e, soprattutto, la fornitura di munizioni. I razzi da campo di battaglia avevano lo scopo di aggirare i problemi, che portarono allo sviluppo di Rheinbote. Il Rheinbote era il successore del precedente Rheintochter.
Sviluppato nel 1943 dalla società Rheinmetall-Borsig, il Rheinbote era un razzo a propellente solido a quattro stadi e l'unico missile balistico da campo di battaglia a lungo raggio ad entrare in servizio durante la seconda guerra mondiale. Nello stesso anno furono effettuati i primi voli di prova. Sono state apportate diverse modifiche al sistema, ma il design di base è rimasto lo stesso. Misurava 11,4 m (37 piedi 5 pollici), con pinne sulla coda e un set di pinne aggiuntive in ogni fase. Il propellente era una miscela di diglicole dinitrato, che consentiva ai modelli di prova di raggiungere una velocità di 6.800 km / h (4.200 mph; 3.700 kn), il razzo più veloce del periodo.
Il Rheinbote trasportava una testata da 40 kg (88 libbre) (solo il 2,3% del peso totale del missile) ad un'altezza di 78.000 m (256.000 piedi), per una portata effettiva di 160 km (99 mi; 86 nmi); ha raggiunto oltre 220 km (140 mi; 120 nmi) durante i test. Veniva lanciato da un semplice binario su un rimorchio mobile, basato su quello utilizzato per trasportare il V-2. Veniva puntato verso il bersaglio semplicemente ruotando il rimorchio e sollevando il portale di lancio, metodo di cui non è garantita la precisione.
Ne furono costruiti oltre 220, di cui oltre 200 utilizzati contro il porto belga di Anversa tra il novembre 1944 e la fine della guerra. Hanno causato solo danni limitati in piccole aree imprevedibili della città.
Il concetto di razzi di artiglieria a lungo raggio sul campo di battaglia non venne sviluppato dopo la guerra. Anche il Rheinbote non fu utilizzato nel ruolo previsto, ma come versione più piccola del missile V-2, motivo per cui era sostanzialmente inutile a causa della sua scarsa precisione, delle piccole dimensioni e del suo innesco, poiché tendeva a seppellirsi nel terreno prima di esplodere.
Dopo la guerra, l'Unione Sovietica ne studiò il design.

## Design
Il Rheinbote era un razzo a combustibile solido a quattro stadi. Il corpo snello misurava 11,4 m (37 piedi) di altezza e poteva trasportare un carico utile relativamente piccolo su una distanza di circa 200 km (120 mi). Ciascuno dei quattro stadi viene sparato in successione: il primo stadio solleva il razzo da terra, il secondo e il terzo lo sollevano più in alto e il quarto lo solleva alla sua massima altitudine. Era un missile balistico con una precisione relativamente bassa. Dopo la detonazione, la testata non ha prodotto danni ai frammenti e ha prodotto un cratere non più grande di 1,5 m (4,9 piedi) di diametro. La precisione del Rheinbote si è rivelata impossibile da calcolare dopo i test, perché i crateri si sono rivelati troppo piccoli per essere trovati.

## Caratteristiche
- Funzione primaria: supporto di artiglieria
- Costruttore: Rheinmetall-Borsig
- Carburante: Razzo a propellente solido diglicole-dinitrato
- Lunghezza: 11.4 (37 piedi 5 pollici)
- Massa totale al lancio: 1,709 kg (3,768 lb)
- velocità: 6,800 km/h (4,200 mph; 3,700 kn)
- testata: 40 kg (88 lb)
- Raggio d'azione: 160 km (99 mi; 86 nmi) (effettivo); 220 km (140 mi; 120 nmi) (massimo)
- data di utilizzo: Novembre 1944
- Utilizzatore: Germania